# Der scharfe Heinrich
Der scharfe Heinrich ist eine 1970 entstandene deutsche Erotikkomödie von Rolf Thiele mit Horst Frank in der Titelrolle.

## Handlung
Zahnarzt Heinrich Müller und seine Frau Sabine sind ein gutbürgerliches Ehepaar, dessen Leben, trotz zweier Kinder, in einfachen Bahnen ohne Höhen und Tiefen verläuft. Vor allem Heinrich sehnt sich nach Abwechslung und will endlich mal wieder ein erotisches Abenteuer wagen. Da kommt seine Gattin auf die Idee, es einmal mit einem Partnertausch zu versuchen. Dass sie es mit diesem Vorschlag nicht wirklich ernst gemeint hat, kann der scharfe Heinrich nicht ahnen, jedenfalls ist er von Sabines Idee regelrecht elektrisiert.
Sabine muss nun klein beigeben, und eine Annonce wird geschaltet, in dem zwei (s)experimentierfreudige Pärchen gesucht werden – Gruppensex nicht ausgeschlossen. Der Abend, der allen Beteiligten einiges verspricht und sogar einen Strippoker beinhaltet, entwickelt sich jedoch vollkommen  anders. Das muntere Bäumchen-wechsle-dich-Spiel wird für so manche gefestigt geglaubte Beziehung zu einer echten Herausforderung. Und dennoch bleibt der erotische Traum einer Gruppensex-Orgie aus …

## Produktionsnotizen
Der scharfe Heinrich, auch mit dem Untertitel Der scharfe Heinrich – Die bumsfidelen Abenteuer einer jungen Ehe geführt, entstand zwischen 15. November und dem 23. Dezember 1970 und erlebte seine Uraufführung am 26. März 1971. Die deutsche Fernseherstausstrahlung fand am 24. November 1989 auf Sat.1 statt.
Walter Tjaden hatte die Produktionsleitung. Filmbauten und Kostüme stammen von Maleen Pacha. Franz Antels langjähriger Aufnahmeleiter Gerald Martell wurde als Koproduzent genannt. Zahlreiche Szenen wurden im Zeitraffer fotografiert.

## Kritik
„Die beabsichtigte Ironisierung sexueller Verhaltensweisen entgleitet rasch in Klamauk und derbe Situationskomik.“